# Seyyal Taner
Seyyal Taner, född 28 september 1952, turkisk sångerska och skådespelare.
Hon började sin karriär inom turkisk film 1968 med filmen "Ölümsüz adamlar" - den odödlige mannen. Taner deltog i den nationella melodifestivalen för Turkiet 1986, där hon förlorade trots lika många röster som segraren. Hon vann den nationella uttagningen 1987 tillsammans med Lokomotif och representerade därmed Turkiet i Eurovision Song Contest 1987, där hon kom sist utan några poäng alls.